# Eldtopas
Eldtopas (Topaza pyra) är en fågel i familjen kolibrier.

## Utseende
Eldtopasen är en mycket stor och spektakulärt färgad kolibri, med kroppen bronsröd, huvudet svart och grönt på strupe och övergumpen. Den långa stjärten har förlängda centrala stjärtpennor. Arten är mycket lik karmosintopasen, men deras utbredningsområden överlappar knappt eller inte alls. 

## Utbredning och systematik
Arten förekommer i västra Amazonområdet i Brasilien, Colombia, Ecuador, Peru och Venezuela. Den delas in i två underarter med följande utbredning:
- T. p. pyra – förekommer i sydöstra Colombia, sydvästra Venezuela (Amazonas) och nordvästra Brasilien (nordöstra Amazonas)
- T. p. amaruni – förekommer i östra Ecuador och närliggande norra Peru

Gränserna dem emellan är dock inte helt utredda och populationer i östra Peru och västra Amazonområdet i Brasilien har inte kategoriserats till underart

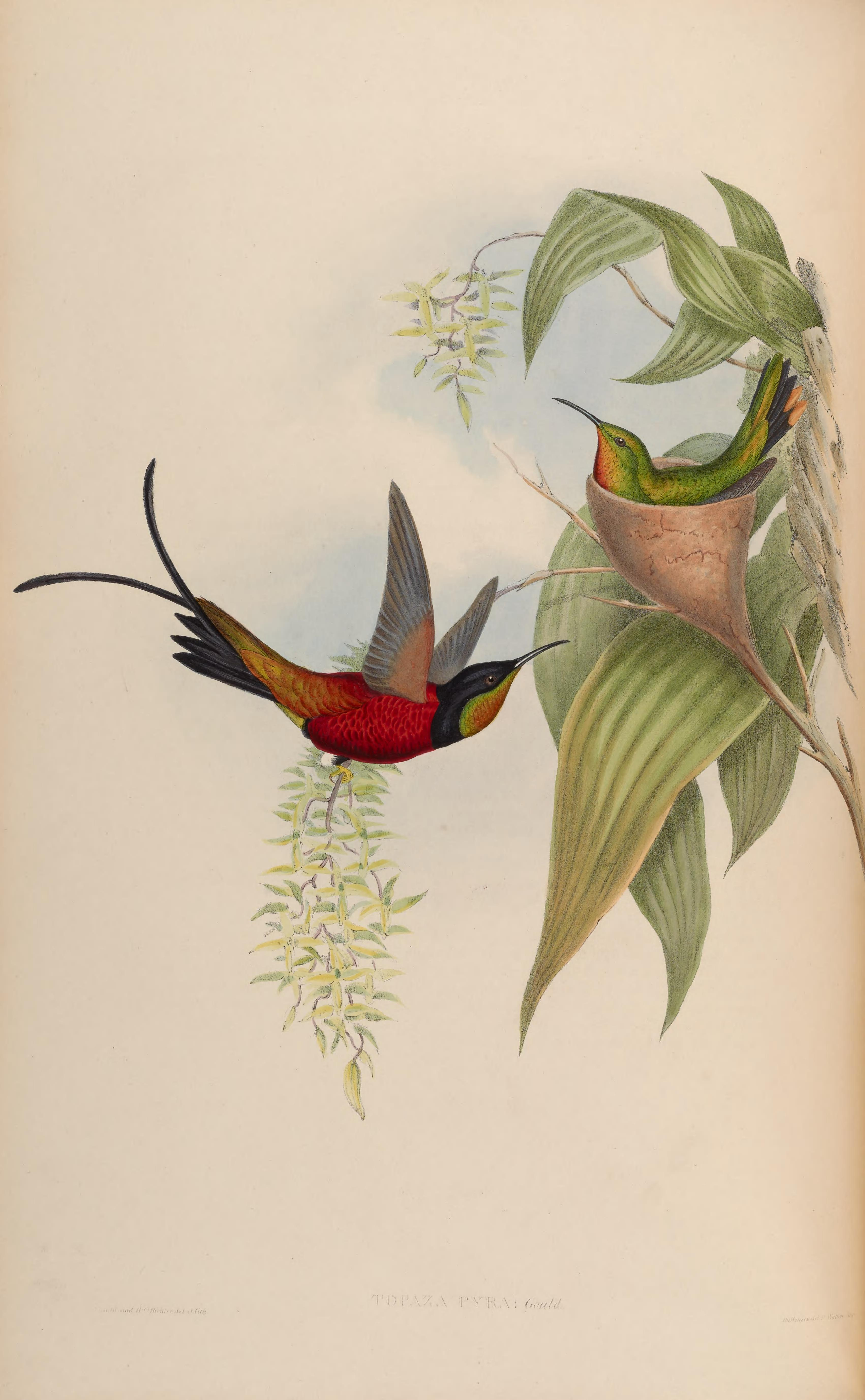

## Levnadssätt
Eldtopasen förekommer i låglänt regnskog, ofta kring rinnande vattendrag. Där kan den ses sitta stilla under långa perioder, för att plötsligt göra utfall för att fånga insekter i luften. Den kan också påträffas kring blommande träd.

## Status och hot
Arten har ett stort utbredningsområde, men tros minska i antal, dock inte tillräckligt kraftigt för att den ska betraktas som hotad. Internationella naturvårdsunionen IUCN listar arten som livskraftig (LC).